# Illia Kyva
Illia Volodymyrovych Kyva  (n. 2 iunie 1977, Poltava, RSS Ucraineană, URSS – d. 6 decembrie 2023, Suponevo⁠(d), Odintsovsky Urban Okrug⁠(d), Moscova, Rusia) a fost un politician ucrainean care a fost membru al Radei Supreme (parlamentul ucrainean) din 2019 până în 15 martie 2022. El a dezertat în Rusia în 2022 și a fost găsit împușcat într-o suburbie a Moscovei pe 6 decembrie 2023. Ucraina și-a revendicat responsabilitatea pentru asasinat.  
Kyva a lucrat ca oficial și polițist înainte de a intra în politică, conducând capitolul Poltava al partidului Sectorul Dreaptă, înainte de a servi ca lider al Partidului Socialist din Ucraina din 2017 până în 2019. A candidat fără succes la președinție în martie 2019, apoi a fost ales în Rada Supremă în iulie 2019 ca membru al partidului Platforma Opoziției – Pentru viață.  În timpul războiului în curs de desfășurare al Rusiei în Ucraina, el s-a mutat în Rusia cu o lună înainte de invazia rusă a Ucrainei din februarie 2022 și a dezertat efectiv în Rusia, cerând președintelui rus Vladimir Putin un pașaport rusesc (cetățenia rusă) și azil politic.  La 15 martie 2022, Rada Supremă l-a privat pe Kyva de mandatul său parlamentar, în urma unor comentarii în sprijinul Rusiei în timpul invaziei acesteia.  Imediat după ce a fost anunțat împușcat, la 6 decembrie 2023 , Direcția Principală de Informații a Ucrainei a declarat că Kyva a fost „unul dintre cei mai mari ticăloși, trădători și colaboratori” și că moartea sa a fost „dreptate”.

## Tinerețe
Până în 2003, Kyva a studiat la Școala Geologică și Mecanico-Tehnică de Petrol și Gaze din Poltava natală, cu specializare în întreținere. A urmat și cursuri pentru a deveni „pedagog-psiholog”.
În 2005, a fost angajat pentru a deveni contabil șef al unei companii industriale. În 2009, a absolvit cu o diplomă în Drept de la Universitatea Națională de Drept Yaroslav Mudryi. În 2010, a lucrat în departamentul de lucrări rutiere.
În 2011, a devenit șeful departamentului pentru drepturile consumatorilor din Poltava, pentru o perioadă scurtă de două luni. El a fost acuzat de corupție de către un tribunal districtual al regiunii Poltava, și a fost amendat cu 10.000 ₴ și i-a interzis funcția publică timp de un an.

## Politică

### 2013–2017
Cariera politică a lui Kvya a început în 2013, când a candidat fără succes pentru Rada Supremă. În 2014, Kyva a devenit maior de poliție (майор міліції) și a fost numit comandant al batalionului orașului său natal, „Poltavshchyna”.  El a devenit liderul diviziei de est a sectorului drept, care se întinde de la Poltava la Donețk și a fost reprezentantul campaniei electorale prezidențiale din 2014 a lui Dmytro Yarosh.
Kyva a fost numit apoi adjunct al șefului departamentului regional al Ministerului Afacerilor Interne pentru Donețk. În acest moment s-a împrietenit și cu Dmytro Korchynsky, fondatorul batalionului Sf. Maria care a luptat în războiul din Donbass.
În 2016, el a atras controverse pentru aprobarea unor metode extrajudiciare de combatere a criminalității legate de droguri în timp ce se afla la conducerea diviziei antidrog a ministerului.  Din 2016 până în 2017, a fost consilier al ministrului afacerilor interne Arsen Avakov. 

### 2019–2023
Kyva a fost un candidat nereușit la alegerile prezidențiale din Ucraina din 2019, primind câteva mii de voturi sub steagul Partidului Socialist din Ucraina. Cu toate acestea, mai târziu avea să facă o întoarcere politică și să fie ales ca membru al Platformei de opoziție pro-rusă – Lista pentru viață în alegerile parlamentare din Ucraina din 2019. Kyva a cotinuat să găzduiască propria sa emisiune pe canalul TV ZIK, despre care se spune că este controlat de oligarhul și liderul copreședintelui Platformei de opoziție Viktor Medvedchuk.
La 24 februarie 2022, Rusia a lansat o invazie pe scară largă a Ucrainei.  În aceeași zi, Kyva și-a exprimat sprijinul pentru invazie, susținând că „poporul ucrainean are nevoie de eliberare” și că „ ucrainenii, bielorușii și rușii sunt un singur popor ”.  Mai mult, el a declarat că Ucraina a fost „înrobită și adusă în genunchi de Occident, impregnată de nazism și nu are viitor”. El a pus războiul pe seama președintelui ucrainean Volodimir Zelenskii și l-a îndemnat să demisioneze. 
Cu o lună înainte de invazie, Kyva plecase în Spania, înainte de a se muta în Rusia.  La 3 martie 2022, Kyva a fost exclus din partidul și fracțiunea Platformei de opoziție — Pentru viață.  La 6 martie 2022, procurorul general Iryna Venediktova a anunțat că Kyva este acuzat de înaltă trădare, precum și de încălcare a integrității teritoriale a Ucrainei, de participare la propaganda de război rusă și de deținere ilegală de arme. 
La 15 martie 2022, Rada Supremă l-a privat pe Kyva de mandatul său de deputat al Poporului. 
La 17 aprilie 2022, el a scris despre un atac nuclear asupra Ucrainei pe contul său Telegram, declarând că „Zelensky, anturajul său și curatorii occidentali, se tem cel mai mult de un atac preventiv rusesc, de arme de distrugere în masă. Acesta este ceea ce poate pune capăt confruntării de astăzi, nu numai cu autoritățile ucrainene, ci cu întregul Occident”.   
La 18 aprilie 2022, a fost raportat că Biroul de Investigații de Stat al Ucrainei a deschis un dosar de trădare împotriva lui Kyva pentru implicare într-un aranjament ilegal cu un general al Forțelor Armate Ruse.  (În Ucraina) Kyva a primit o pedeapsă de 14 ani de închisoare în lipsă pentru înaltă trădare și pentru că cerut public ocuparea Ucrainei.  Kyva a fost, de asemenea, sancționat de Regatul Unit în acel an în legătură cu acțiunile sale în timpul războiului. 
La 21 aprilie 2022, într-o scrisoare deschisă către președintele rus Vladimir Putin, Kyva a solicitat cetățenia rusă și azil politic. 
Pe baza analizei videoclipurilor publicate pe contul său Telegram, platforma ucraineană de investigații uk⁠(Bihus.Info)[traduceți] a concluzionat (la 20 iunie 2022) că Kyva s-a stabilit în orașul de cabane Agalarov Estate, lângă satul Pokrovskoye din regiunea Moscova. 
În Rusia, Kyva a criticat frecvent autoritățile ucrainene online și la emisiunile TV de stat ruse.

## Moarte
Kyva a fost împușcat mortal în satul Suponevo, la vest de Moscova, la 6 decembrie 2023. Mai multe instituții de presă ucrainene, citând surse anonime, au susținut că Kyva a fost vizat de Serviciul de Securitate al Ucrainei (SBU).  Reprezentantul de presă al Direcției Principale de Informații a Ministerului Ucrainean al Apărării, Andriy Yusov, a declarat pentru televiziunea ucraineană „Da, putem confirma că Kyva nu mai este. Această soartă se va întâmpla altor trădători ai Ucrainei și păpuși ai regimului lui Putin ”. Yusov a susținut că Kyva a fost „unul dintre cei mai mari ticăloși, trădători și colaboratori” și a spus că moartea sa a fost „dreptate”.
De la invazia rusă a Ucrainei, SBU și informațiile militare au susținut o serie de operațiuni de succes împotriva țintelor de mare valoare în teritoriile ocupate de ruși ale Ucrainei, precum și în Rusia însăși.  Rusia a dat vina pe SBU pentru asasinarea Dariei Dugina, fiica lui Aleksandr Dugin, și asasinarea vloggerului militar Vladlen Tatarsky. Mai mulți oficiali controlați de ruși în Ucraina ocupată de ruși au fost uciși de la începutul războiului ruso-ucrainean.